# Digital subscriber line

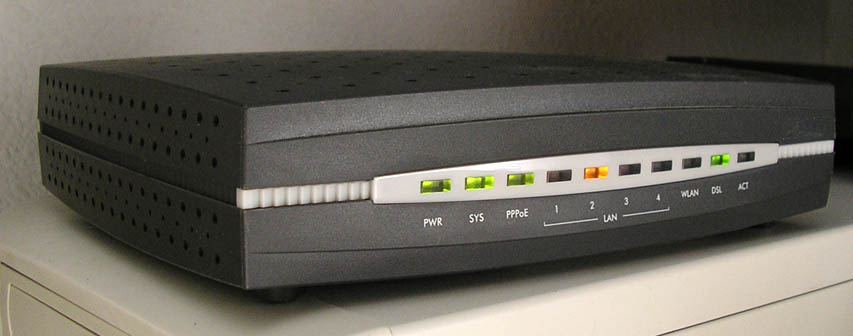
ADSL-modem

Digital subscriber line förkortat DSL eller xDSL, fritt översatt digital abonnentanslutning, är en teknik för att överföra stora mängder data över telefonledningar av koppar. Genom att kommunicera på frekvenser som inte används vid tal (över 4000 Hz) kan de vanligaste DSL-varianterna som använder en POTS-splitter även ge utrymme för till exempel talsamtal och faxsamtal på samma ledning som DSL-förbindelsen.
Förbindelsen är på korta avstånd betydligt snabbare än förbindelser med vanliga analoga modem. Kopparledningens bandbredd sjunker dock snabbt med avstånd vilket gör att xDSL endast kan användas över korta distanser.

## Historik
Tekniken uppfanns av John Cioffi, amerikansk professor i elektroteknik, tillsammans med hans studenter som hjälpte till att utveckla tekniken. År 1991 tog Cioffi tjänstledigt från Stanford University för att kunna kommersialisera DSL-tekniken och resultatet blev Prelude, världens första bredbandsmodem för DSL-teknik. År 1993 avgjordes en tävling för att utse den tidens snabbaste modem, tävlingen har kommit att kallas Bellcore Olympics. Med i tävlingen fanns stora aktörer som Bellcore, GTE och British Telecom, men som vinnare stod Prelude-modemet som byggde på den helt nya DSL-tekniken. På grund av kostnaden för mikroprocessorer dröjde det några år innan tekniken blev allmänt användbar, men runt år 2000 blev ADSL den teknik som användes när bredbandsanvändningen ökade bland befolkningen. John Cioffi har kommit att kallas "bredbandets fader".

## xDSL-varianter
De olika teknikerna kallas ofta gemensamt för xDSL och finns i ett flertal variationer:

### ADSL
ADSL (asymmetric digital subscriber line) står för Asymmetrisk DSL, vilket innebär att bandbredden till abonnenten i normalfallet är flera gånger större än bandbredden från abonnenten. Anledning till detta är dels historisk eftersom ADSL från början togs fram för att kunna ge telebolagen möjlighet att leverera Video on Demand och då var asymmetrin att föredra, dels aktuell eftersom huvuddelen av trafiken till en privat abonnent har den profilen. Det vill säga att ofta ett fåtal kommandon skickas till servrar, som sedan skickar större mängder data i form av filmer, webbsidor, etc.
ADSL klarar distanser på cirka 5 kilometer utan att tappa nämnvärt i överföringshastighet. Bandbredden anpassar sig dock dynamiskt efter kvaliteten på linjen och kan därför ofta nå betydligt längre sträckor, men med lägre hastighet. När signalen når abonnenten filtreras ADSL-signalen ut till ett modem med efterföljande traditionellt nätverk samtidigt som POTS-trafiken filtreras ut till efterföljande telefonjack. Detta medför att en telefonlinje kan användas till både ADSL och tal samtidigt.
År 2000 började Telia erbjuda ADSL till hushåll i 23 orter i Sverige. Gränsen för vilken hastighet som då bedömdes fysiskt möjligt var 8 Mbit/s nedströms, mot abonnenten, och 1 Mbit/s uppströms, mot telefonstationen. Det fasta telefonnätet (kopparnätet) och ADSL började etappvis att avvecklas i Sverige från 2010-talet. Arbetet beräknas bli helt klart under år 2026.

#### ADSL-standarder
| Namn på standard         | Vardagligt namn   | Nedströms (maximalt) | Uppströms (maximalt) |
| ------------------------ | ----------------- | -------------------- | -------------------- |
| ANSI T1.413-1998 Issue 2 | ADSL              | 8 Mbit/s             | 1.0 Mbit/s           |
| ITU G.992.1              | ADSL (G.DMT)      | 8 Mbit/s             | 1.0 Mbit/s           |
| ITU G.992.2              | ADSL Lite(G.Lite) | 1.5 Mbit/s           | 0.5 Mbit/s           |
| ITU G.992.3/4            | ADSL2             | 12 Mbit/s            | 1.0 Mbit/s           |
| ITU G.992.3/4 Annex J    | ADSL2             | 12 Mbit/s            | 3.5 Mbit/s           |
| ITU G.992.3/4 Annex L    | RE-ADSL2          | 5 Mbit/s             | 0.8 Mbit/s           |
| ITU G.992.5              | ADSL2+            | 24 Mbit/s            | 1.0 Mbit/s           |
| ITU G.992.5 Annex L      | RE-ADSL2+         | 24 Mbit/s            | 1.0 Mbit/s           |
| ITU G.992.5 Annex M      | ADSL2+            | 28 Mbit/s            | 3.5 Mbit/s           |

### RADSL
Rate-adaptive ADSL är en variant på ADSL som kan anpassa bandbredden på uppströmstrafiken beroende på linjekvaliteten för att säkerställa nedströmstrafikens bandbredd.

### VDSL
VDSL (very high-rate digital subscriber line) är en höghastighetsanslutning för data över en vanlig telefonledning som kan erbjuda en hastighet på upp till 65 Mbit/s nedströms men 12 Mbit/s nedströms och 9 Mbit/s uppströms är den vanligaste. VDSL är dyrare och åtkomligt för betydligt färre än ADSL. Utrustning för att använda VDSL punkt till punkt finns också tillgänglig, vilket är användbart då man äger kopparparet själv eller alternativt hyr dem.

### SDSL/HDSL
SDSL är en variant av DSL som är symmetriskt vilket betyder att bandbredden är lika både uppströms och nedströms. Bandbredden är från 128 kbit/s och kan vid optimala förhållanden komma upp i 11,4 Mbit/s på ett kopparpar, bandbredden kan med hjälp av så kallad "bundling" av kopparpar ökas till 45,6 Mbit/s. SDSL används oftast som ett generellt begrepp för alla varianter av symmetriska DSL-varianter. Det är inte en ITU-godkänd standard utan en samling tekniker specifika för varje tillverkare, vilket gör att det är svårt att veta om olika tillverkares SDSL-modem verkligen passar ihop. POTS-splitter är inte möjlig med SDSL, så anslutningen kan inte används tillsammans med POTS på samma kopparpar. Exempel på ITU-standarder som är symmetriska är G.shdsl och HDSL.

## Andra begrepp

### DSLAM
En DSLAM (Digital Subscriber Line Access Multiplexer) är den enhet som i telefonstationen sammanför POTS och xDSL på telefonledningen ut till kunden för de xDSL-varianter som tillåter det.

### POTS-splitter

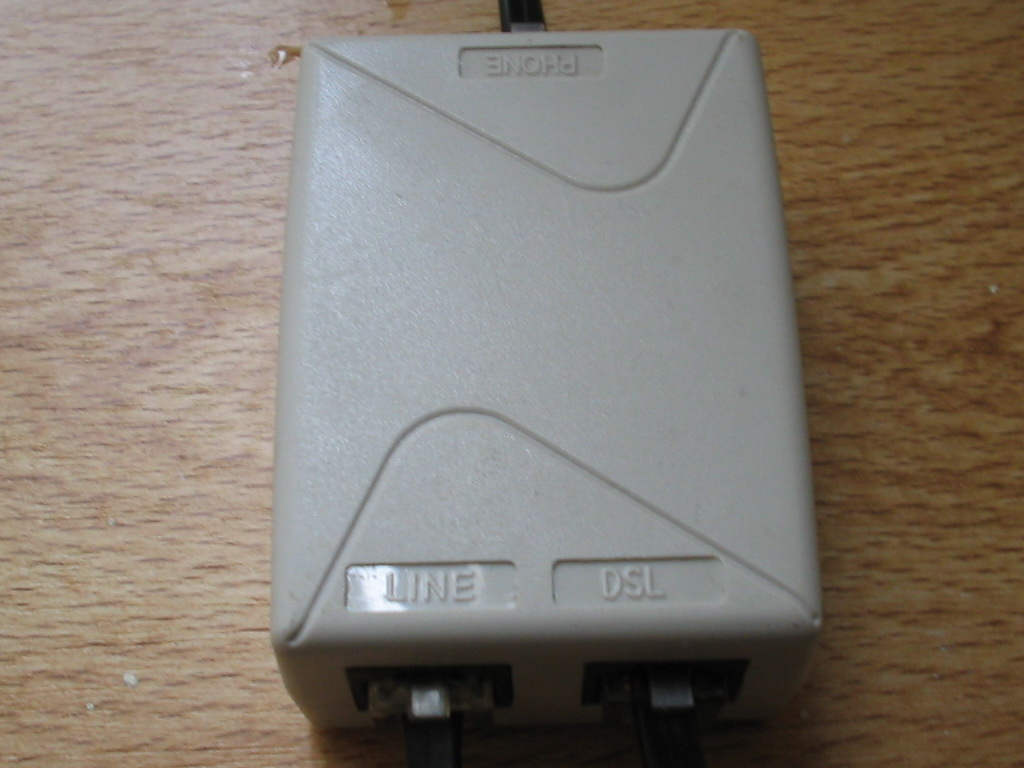
Exempel på POTS-splitter

En POTS-splitter är egentligen ett frekvens-delningsfilter som delar upp signalen på telefonledningen mellan POTS och xDSL så att dessa inte skall störa varandra i utrustningen hos abonnenten. POTS-splittern skall i Sverige alltid placeras i d et första telefonjacket i huset så att filtreringen fungerar för alla efterföljande telefonjack. Telefonjackens koppling är olika i olika länder.

### Bärfrekvens
När det inte finns lediga kopparpar till en fastighet eller mellan kopplingspunkter i nätet används något som kallas bärfrekvens vilket betyder att två telefoniförbindelser använder samma trådpar. Detta kan inte kombineras med DSL-teknik på trådparet, inget av abonnemangen kan då använda DSL.
I Sverige kan DSL-operatörer beställa att Skanova undersöker om bortbyggnad av bärfrekvens kan göras, undersökningen tar cirka 14 dagar. Om utredningen visar att bortbyggnad är möjlig kan DSL-operatören beställa bortbyggnad, vilket tar upp till 90 dagar (i vissa fall mer).

## Svenska DSL-marknaden
Redan 2010 påbörjade Telia det långsiktiga arbetet med att ersätta kopparnätet med fiber och mobil teknik. Sedan dess har antalet leverantörer som erbjuder bredband via xDSL blivit färre och färre. Anledningarna är att kopparnätet, som tidigare utgjorde stommen för fast telefoni och bredband i landet, utgörs av gammal teknik, inte längre lever upp till krav och att det används av allt färre.
Antalet abonnemang för bredband via det traditionella kopparnätet (xDSL) har därför mer än halverats på tre år, och i början av 2021 fanns färre än 300 000 sådana abonnemang kvar. Inga nya kopparnät byggs längre i Sverige och Telia räknar med att telenätet är helt avvecklat i slutet av 2026.